# نوابه السفلى (إب)

تعديل مصدري - تعديل

نوابه السفلى هي إحدى قرى عزلة شعب يافع بمديرية إب التابعة لمحافظة إب، بلغ تعداد سكانها 456 نسمة حسب تعداد اليمن لعام 2004.